# Contres (Cher)
Contres ist eine französische Gemeinde mit 34 Einwohnern (Stand: 1. Januar 2022) im Département Cher in der Region Centre-Val de Loire; sie gehört zum Arrondissement Saint-Amand-Montrond und zum Kanton Dun-sur-Auron. 

## Geografie
Contres liegt etwa 27 Kilometer südsüdöstlich von Bourges. Umgeben wird Contres von den Nachbargemeinden Saint-Germain-des-Bois im Norden und Westen, Dun-sur-Auron im Osten und Nordosten, Parnay im Osten und Südosten, Meillant im Süden und Südosten sowie Uzay-le-Venon im Süden und Südwesten. Der Ruisseau des Marais durchquert auf seinem Weg das Feuchtgebiet Marais de Contres, in dem er viele Entwässerungskanäle aufnimmt.

## Bevölkerungsentwicklung
| Jahr                      | 1962 | 1968 | 1975 | 1982 | 1990 | 1999 | 2006 | 2013 |
| Einwohner                 | 51   | 56   | 26   | 21   | 28   | 31   | 28   | 35   |
| Quelle: Cassini und INSEE |      |      |      |      |      |      |      |      |

## Sehenswürdigkeiten
- Domäne Les Ormes